# Reiner Osbild
Reiner Osbild (* 26. August 1962) ist ein deutscher AfD-Politiker, Ökonom und Hochschullehrer.
Osbild studierte von 1982 bis 1988 Volkswirtschaftslehre in Paris und Trier. 1993 wurde er mit einer Arbeit zum Thema „Staatliche Eingriffe in den Arbeitsmarkt“ promoviert. Er arbeitete zunächst in verschiedenen Großbanken, unter anderem der WestLB und Sal. Oppenheim und war Dozent sowie selbstständiger Vermögensberater. 2010 trat er eine einjährige Gastprofessur in Dalian (China) an. Von 2012 bis 2015 war er Professor für Volkswirtschaftslehre an der SRH Hochschule Heidelberg. Seit 2015 ist Osbild Professor für Wirtschaftswissenschaften an der Hochschule Emden/Leer. Er war wiederholt Interviewpartner überregionaler Medien sowie Gast auf Podien zu ökonomischen Fragen.
Seit September 2013 ist Osbild Mitglied der AfD und gab an, seit April 2017 dort Mitglied des Vorstands des Kreisverbands Ostfrieslands zu sein, seit August als firmiert er dort als Vorsitzender. Im Juli 2018 wurde Osbild samt seinem AfD-Kreisvorstand Ostfriesland durch den AfD-Landesvorstand Niedersachsen abgesetzt. Der Landesvorstand warf ihm unter anderem „rechtswidrige Auszahlungen von Parteivermögen“ vor. Osbild hat diese Vorwürfe zurückgewiesen. Seit August 2018 trat er wieder als Vorsitzender des Kreisverbands Ostfriesland auf, in der AfD war jedoch umstritten, ob Osbild jemals wirksam zum Vorsitzenden des AfD-Kreisverbands Ostfriesland gewählt wurde, da er erst vom 15. auf den 16. April 2021 vom Kreisverband Mönchengladbach im AfD-Landesverband Nordrhein-Westfalen zum Kreisverband Ostfriesland im AfD-Landesverband Niedersachsen wechselte. Darüber hinaus wurde laut AfD-Landesgeneralsekretär Nicolas Lehrke ab Ende 2021 vor einem parteiinternen Schiedsgericht die Frage geklärt, ob mit Osbilds Beteiligung rechtswirksam zu einem außerordentlichen Kreisparteitag im November 2021 eingeladen werden konnte und ob die Wahlen dort gültig waren. Der AfD-Landessitzende Frank Rinck gab dazu im Oktober 2022 an, Osbild sei nie rechtswirksam Kreisvorsitzender des Kreisverbands Ostfriesland gewesen.
Seit 2018 ist Osbild Mitglied des Kuratoriums der AfD-nahen Desiderius-Erasmus-Stiftung.

## Publikationen
- Finanzkrise. Geld, Gier und Gerechtigkeit. 2014
- Western Balkan Economies in Transition: Recent Economic and Social Developments. 2018
- als Co-Autor: Bekenntnisse von Christen in der AfD. 2018[17]